# Eugène de Sartiges
Étienne-Gilbert-Eugène de Sartiges de Sourniac (17 janvier 1809, Gannat - 3 octobre 1892, Paris 8e) est un diplomate et homme politique français.

## Biographie

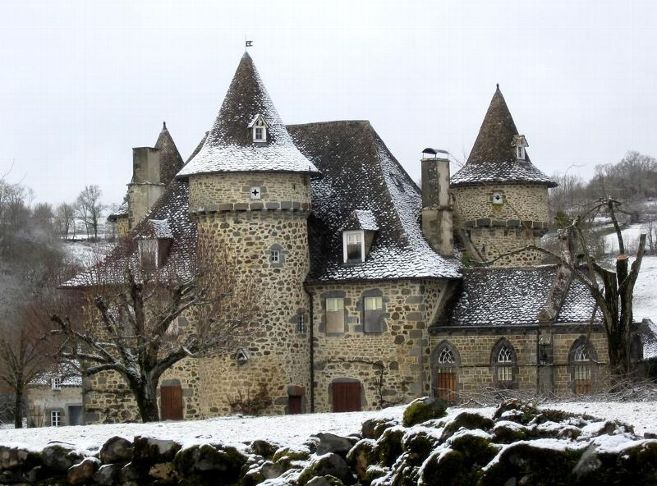
Château de Sourniac dit de Sartiges

Eugène de Sartiges est issu d'une vieille famille d'Auvergne d'extraction médiévale sur preuves de 1362, et fils du préfet Charles-Eugène-Gabriel de Sartiges. Après des études droit, il entre dans la diplomatie en 1830, en qualité d'attaché d'ambassade à Rome. 
Il est successivement secrétaire de légation au Brésil, en Grèce, à Constantinople, chargé d'affaires en Perse de 1844 à 1849, puis ministre plénipotentiaire aux États-Unis de 1851 à 1860, aux Pays-Bas de 1860 à 1862. Il occupe le poste d'ambassadeur près le Saint-Siège, en Italie, de 1864 à 1868.
Il est nommé sénateur du Second Empire le 13 août 1868, mais se retire de la vie publique en 1870 après la chute du Second Empire. 
Il a été fait Grand officier de la Légion d'honneur le 16 juin 1856.

## Une pièce sur l'Iran
Le 15 juillet 1850, la Revue des Deux Mondes publie une pièce de théâtre non signée, intitulée La Cour de Téhéran. Nader Nasiri-Moghaddam, professeur d'études persanes à l'université de Strasbourg, a identifié cette œuvre comme étant de la plume d'Eugène de Sartiges et l'a publiée avec une traduction en persan.